# Ulric Müllern-Aspegren
Gustaf Johan Ulric Müllern-Aspegren, född 13 december 1871 i Malmö, död 13 december 1940 i Stockholm, var en svensk läkare.
Ulric Müllern-Aspegren var son till köpmannen Johan Aspegren och Emmy Henrika Müllern. Han avlade mogenhetsexamen i Malmö 1890, blev medicine kandidat vid Lunds universitet 1894 och medicine licentiat vid Karolinska Institutet i Stockholm 1898. Müllern-Aspegren var amanuens vid Sankt Görans sjukhus 1898–1899, läkare vid Södra polikliniken i Stockholm 1903–1908 och läkare vid besiktningsbyrån för prostituerade i Stockholm 1905–1916. Han utövade en omfattande privatpraktik i Stockholm 1900–1931. Müllern-Aspegren bosatte sig 1921 i Djursholm och var där stadsfullmäktig 1927–1930 samt medlem av drätselkammaren 1929–1930. År 1931 drog han sig tillbaka från sin praktik. Han var sedan tidvis bosatt i utlandet, främst på Mallorca. Müllern-Aspegrens vetenskapliga skrifter var främst av dermato-venerologisk innehåll. Han avhandlade bland annat profylaxen mot veneriska sjukdomar och intresserade sig för salvarsanbehandlingen vid vissa syfilitiska tillstånd. Ulric Müllern-Aspegren är begravd på Norra begravningsplatsen utanför Stockholm.